# Souk El Beransia
Le souk El Beransia (arabe : سوق البرانسية) est l'un des souks de la médina de Tunis, spécialisé dans la vente de burnous, un long manteau en laine d'origine berbère, avec une capuche pointue et sans manche.

## Localisation
Il est situé à l'ouest de la mosquée Zitouna, près du souk El Berka.